# 扎金齊
49°12′18″N 27°9′14″E / 49.20500°N 27.15389°E
扎亨齊（烏克蘭語：Загінці）是位於烏克蘭西部的村莊，由赫梅利尼茨基州裡赫梅利尼茨基區的德拉日尼亞市鎮負責管轄。該村始建於1493年，面積4.77平方公里，海拔高度325米，2015年人口634，人口密度每平方公里165.5人。